# James Caan
James Caan (født 26. marts 1940, Bronx, New York, USA, død 6. juli 2022) var en amerikansk skuespilller. Han medvirkede blandt andet i Dogville, The Godfather og The Godfather: Part II, hvor han spillede sønnen Sonny Corleone.
Han medvirkede også i independentfilmen Bottle Rocket, der var Owen Wilson og Wes Andersons første film, samt actionfilmen Eraser med Arnold Schwarzenegger.
Senest medvirkede han i serien Las Vegas som kasinoboss, Ed Deline. Han er far til skuespilleren Scott Caan.

## Filmografi

### Film
- Irma la Douce (1963) – Soldat med radio (ukreditteret)
- Lady in a Cage (1964) – Randall Simpson O'Connell
- The Glory Guys (1965) – Pvt. Anthony Dugan
- Red Line 7000 (1965) – Mike
- El Dorado (1966) – Alan Bourdillion Traherne ('Mississippi')
- Games (1967) – Paul Montgomery
- Submarine X-1 (1967) – Cmdr. Richard Bolton, RNVR
- Countdown (1968) – Lee Stegler
- Journey to Shiloh (1968) – Buck Burnett
- The Rain People (1969) – Jimmy Kilgannon (Killer)
- Rabbit, Run (1970) – Rabbit Angstrom
- T.R. Baskin (1971) – Larry Moore
- The Godfather (1972) – Santino 'Sonny' Corleone
- Slither (1973) – Dick Kanipsia
- Cinderella Liberty (1973) – John Baggs Jr.
- The Gambler (1974) – Axel Freed
- The Godfather: Part II (1974) – Sonny Corleone
- Freebie and the Bean (1974) – Freebie
- Funny Lady (1975) – Billy Rose
- Rollerball (1975) – Jonathan E.
- Gone with the West (1975) – Jud McGraw
- The Killer Elite (1975) – Mike Locken
- Silent Movie (1976) - James Caan
- Harry and Walter Go to New York (1976) – Harry Dighby
- A Bridge Too Far (1977) – SSgt. Eddie Dohun
- Un autre homme, une autre chance (1977) – David Williams
- Comes a Horseman (1978) – Frank 'Buck' Athearn
- 1941 (1979) – Zeeman in gevecht
- Chapter Two (1979) – George Schneider

- Hide in Plain Sight (1980) – Thomas Hacklin
- Thief (1981) – Frank
- Les uns et les autres (1981) – Jack Glenn / Jason Glenn
- Kiss Me Goodbye (1982) – Jolly Villano
- Gardens of Stone (1987) – Sgt. Clell Hazard
- Alien Nation (1988) – Det. Sgt. Matthew Sykes
- Dad (1989) – rol onbekend
- Dick Tracy (1990) – Spaldoni
- Misery (1990) – Paul Sheldon
- The Dark Backward (1991) – Doctor Scurvy
- For the Boys (1991) – Eddie Sparks
- Honeymoon in Vegas (1992) – Tommy Korman
- The Program (1993) – Sam Winters
- Flesh and Bone (1993) – Roy Sweeney
- A Boy Called Hate (1993) – Jim
- Tashunga (1996) – Sean McLennon
- Bottle Rocket (1996) – Abe Henry
- Eraser (1996) – U.S. Marshal Robert Deguerin
- Bulletproof (1996) – Frank Colton
- This Is My Father (1998) – Kieran Johnson
- Mickey Blue Eyes (1999) – Frank Vitale
- The Yards (2000) – Frank Olchin
- Luckytown (2000) – Charlie Doyles
- The Way of the Gun (2000) – Joe Sarno
- Viva Las Nowhere (2001) – Roy Baker
- In the Shadows (2001) – Lance Huston
- Night at the Golden Eagle (2002) –
- City of Ghosts (2002) – Marvin
- Jericho Mansions (2003) – Leonard Grey
- Dogville (2003) – The Big Man
- This Thing of Ours (2003) – Jimmy 'the con'
- Elf (2003) – Walter
- Santa's Slay (2005) – Darren Mason
- Get Smart (2008) – Præsident af USA
- Holy Lands (2017) - Harry